# Axel! will’s wissen
Axel! will’s wissen ist eine deutsche Comedy-Serie, deren erste Staffel auf Sat.1 und zweite Staffel auf ProSieben ausgestrahlt wurde. Sie bildet eine Fortsetzung der Serie Axel!.
Die Serie wurde produziert von Stein TV Produktions GmbH und der Brainpool TV GmbH.

## Handlung
Axel wohnt zusammen mit seiner Freundin Yvonne bei seinen Schwiegereltern in spe, Inge und Robert. Während Yvonne mit ihrem Studium beschäftigt ist, arbeitet Axel als Auszubildender im Baumarkt seines Schwiegervaters, wo auch sein Freund Mütze beschäftigt ist. Axel verwickelt sich ständig in kleine Streitereien mit Yvonne, bei denen ihm sein Freund Bong hilft. Dieser scheint sich mit Frauen genauso gut auszukennen wie mit Cannabis. Zentrales Thema jeder Episode ist ein Problem (zumeist in Axels Beziehung oder seinem Job im Baumarkt) und dessen Wendung zum Happy End.

## Ausstrahlung in Deutschland
Die erste Staffel Axel! will's wissen wurde zunächst ab dem 7. Januar 2005 auf ProSieben ausgestrahlt. Im Laufe der Staffel gingen die Einschaltquoten zurück, obwohl der Start sehr erfolgreich verlief.
Die Dreharbeiten zur zweiten Staffel dauerten vom 13. Juni 2005 bis zum 22. September 2005 und wurde nach einem Senderwechsel ab dem 2. Januar 2006 auf Sat.1 gesendet.

## Episoden

### Erste Staffel
| Folge (Staffel) | Folge (Gesamt) | Folgentitel             | Erstausstrahlung |
| --------------- | -------------- | ----------------------- | ---------------- |
| 01              | 01             | Der Einzug              | 7. Januar 2005   |
| 02              | 02             | Mama                    | 14. Januar 2005  |
| 03              | 03             | Das Motorrad            | 21. Januar 2005  |
| 04              | 04             | Durch dick und dünn     | 28. Januar 2005  |
| 05              | 05             | Herr der Ringe          | 4. Februar 2005  |
| 06              | 06             | Der Männerausflug       | 11. Februar 2005 |
| 07              | 07             | Das Geburtstagsgeschenk | 25. Februar 2005 |
| 08              | 08             | Der schöne Schein       | 4. März 2005     |
| 09              | 09             | Der Test                | 11. März 2005    |
| 10              | 10             | Tanz oder gar nicht     | 18. März 2005    |
| 11              | 11             | Basti kommt             | 1. April 2005    |
| 12              | 12             | Der Porschefahrer       | 8. April 2005    |
| 13              | 13             | Endlich frei            | 15. April 2005   |

### Zweite Staffel
| Folge (Staffel) | Folge (Gesamt) | Folgentitel       | Erstausstrahlung |
| --------------- | -------------- | ----------------- | ---------------- |
| 01              | 14             | Die neue Hoffnung | 2. Januar 2006   |
| 02              | 15             | Der Babysitter    | 9. Januar 2006   |
| 03              | 16             | Die neue Freundin | 16. Januar 2006  |
| 04              | 17             | Der Jahrestag     | 23. Januar 2006  |
| 05              | 18             | Die Nachtschicht  | 30. Januar 2006  |
| 06              | 19             | Die Spritztour    | 6. Februar 2006  |
| 07              | 20             | Der Rivale        | 13. Februar 2006 |
| 08              | 21             | Das Idol          | 20. Februar 2006 |
| 09              | 22             | Das Turnier       | 27. Februar 2006 |
| 10              | 23             | Die Praktikantin  | 6. März 2006     |
| 11              | 24             | Die Prüfung       | 13. März 2006    |
| 12              | 25             | Die Beförderung   | 20. März 2006    |
| 13              | 26             | Die Entscheidung  | 20. März 2006    |

## Auszeichnungen
Nominierungen
- Deutscher Comedypreis 2005: Nominierung in der Kategorie Beste/r Schauspieler/in in einer Comedy für Sabine Pfeifer
- Deutscher Comedypreis 2005: Nominierung in der Kategorie Beste Comedy-Serie

## Hintergrund

### Gastauftritte
- In Folge 10, Tanz oder gar nicht, ist Yvonne gemeinsam mit ihrer Freundin Patrice beim Bowlen. Dort treffen sie auf Oli.P, der mit dem Posieren mit einer Bowling-Kugel lautlos Patrice den Kopf verdreht.
- Johnny Challah steht im Mittelpunkt von Folge 11, Basti kommt. Hier schlüpft er in die Rolle des Freundes Basti, der in der Vorgänger-Serie Axel! noch eine größere Nebenrolle hatte. Bong und Axel sind begeistert, da er nicht mehr der Tollpatsch von damals ist und mit einer Freundin zurückkehrt. Das Paar zieht bei Axel und Yvonne für eine Woche ein und beschert den beiden Probleme, da sie ein besseres Sexleben führen. Am Ende der Episode ist jedoch wieder alles beim Alten. Basti hat sich von seiner Freundin getrennt, da sie mit zwei Punkten beim Minigolf gewonnen hat.
- Tom Gerhardt, mit welchem Axel schon bei Hausmeister Krause zusammengearbeitet hat, spielt in Folge 22, Das Turnier, einen professionellen Kickerspieler, der gegen Axel und Herrn Marsch im Team mit Patricia Schäfer seine erste Niederlage hinnehmen muss.
- Um seine Freundin eifersüchtig zu machen, lässt Axel in der Folge 23, Die Praktikantin, einen Rosenboten eine selbst erstellte Mitteilung an sich ausliefern. Die Rolle des Rosenboten übernimmt dabei Elton.